# 周厉王与鄂侯之战
周厲王與鄂侯之戰是指周天子周厲王於在位期間攻打淮夷的戰爭。夏商周斷代工程把厲王在位時間定為前877年至前841年，以此推斷，此戰發生的時間應為前875年開始。
厲王三年（前875年），鄂侯御方率領南方的淮夷及東夷反抗周朝，出兵進攻周朝的洛邑。周厲王命虢公長父以西六師及殷八師進攻鄂侯，未能取勝。周將禹率領大臣武公的兵車百輛和厮二百人、徒兵—千人參與作戰，终於俘獲鄂侯。